# Sonate K. 290
La sonate K. 290 (F.238/L.85) en sol majeur est une œuvre pour clavier du compositeur italien Domenico Scarlatti.

## Présentation
La sonate K. 290, en sol majeur, notée Allegro, forme un couple avec la sonate précédente. Passée l'ouverture, Scarlatti se concentre sur une cellule rythmique qui traverse toute la sonate avec de fréquents changements d'humeur.

## Manuscrits
Le manuscrit principal est le numéro 25 du volume V de Venise (1753), copié pour Maria Barbara ; l'autre est Parme VII 20.

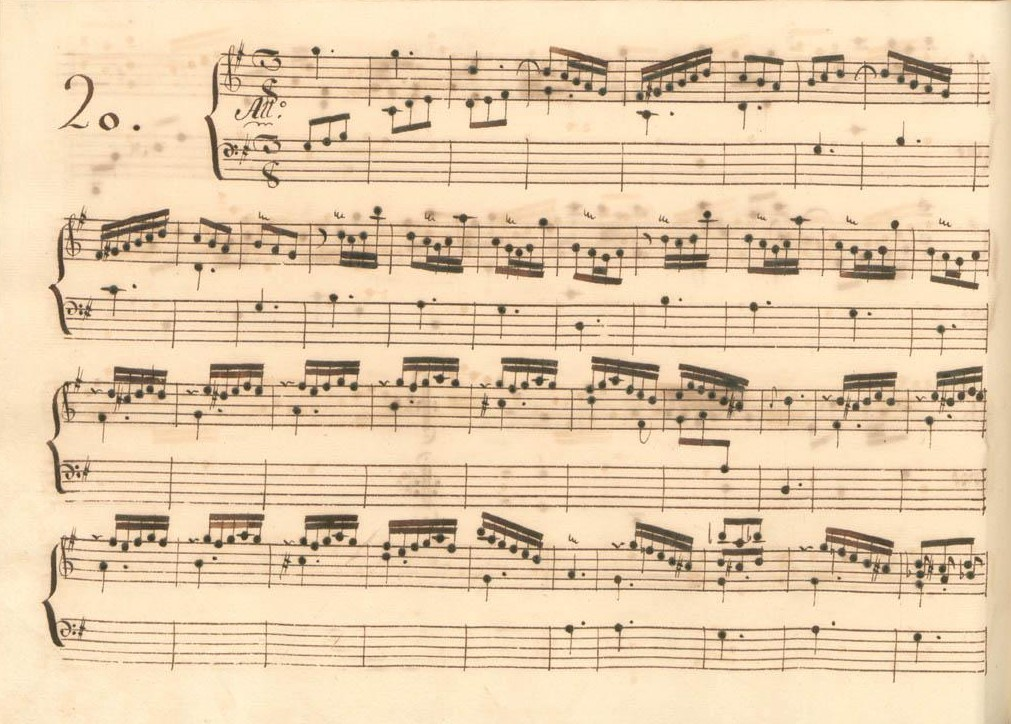
Parme VII 20.
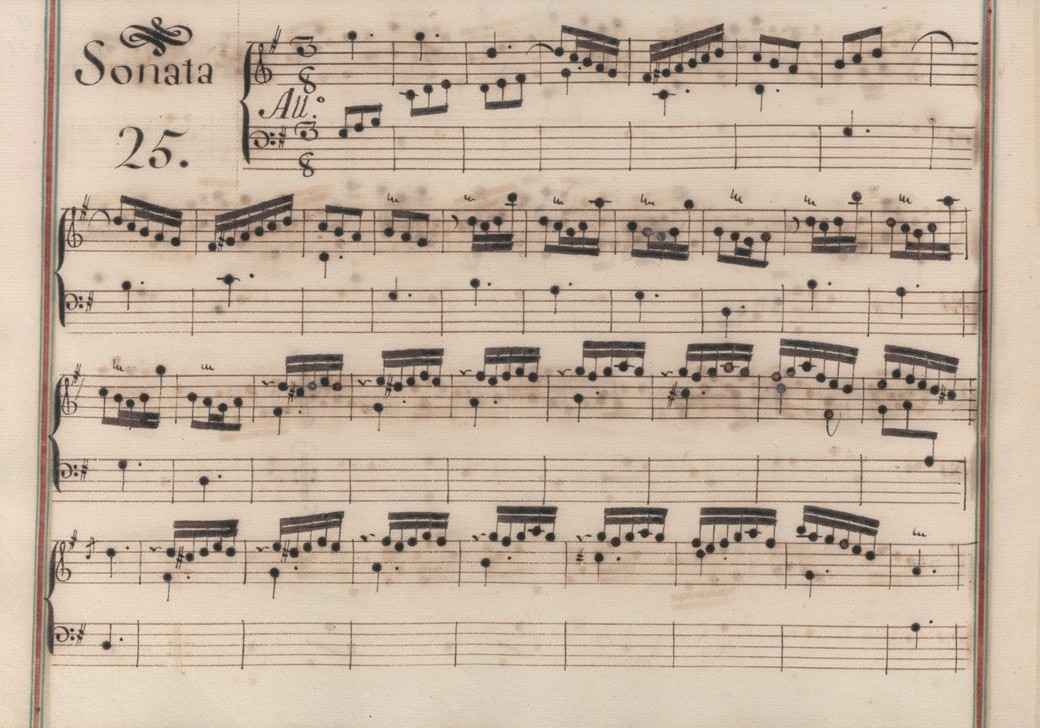
Venise V 25.
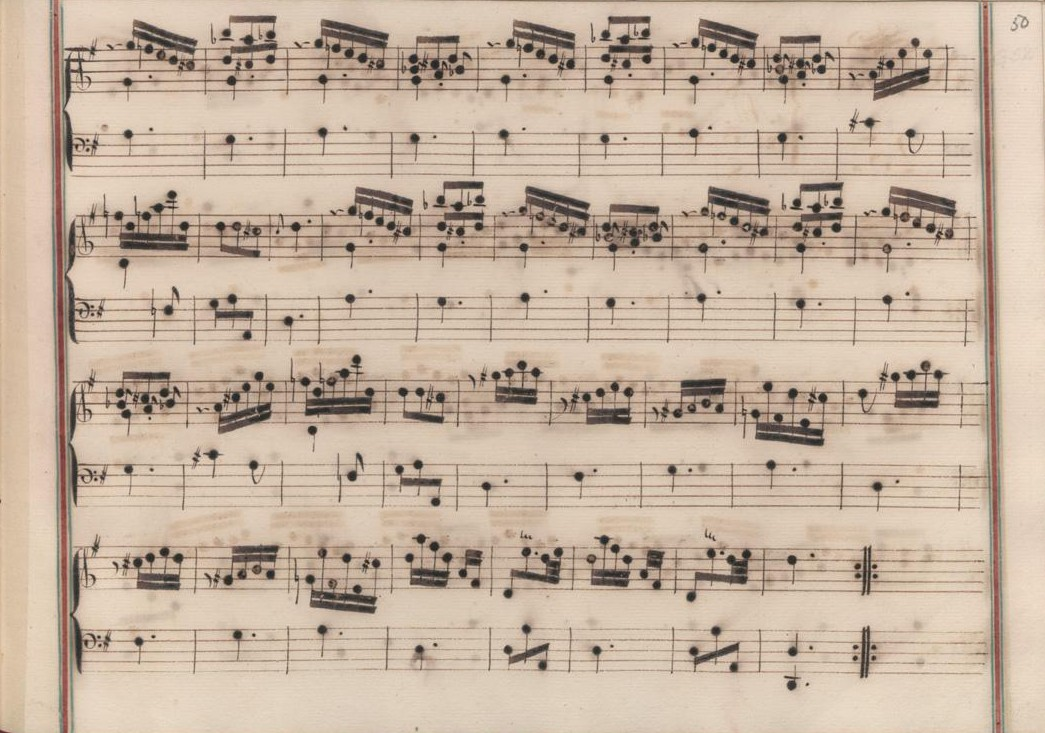
Venise V 25 (fin de la première section).

## Interprètes
La sonate K. 290 est défendue au piano, notamment par Christian Zacharias (1979, EMI), Carlo Grante (2012, Music & Arts, vol. 3) et Soyeon Lee (2017, Naxos, vol. 21) ; au clavecin par Luciano Sgrizzi (1964, Accord), Scott Ross (1985, Erato), Richard Lester (2002, Nimbus, vol. 2) et Pieter-Jan Belder (Brilliant Classics).

## Sources
: document utilisé comme source pour la rédaction de cet article.
- Ralph Kirkpatrick (trad. de l'anglais par Dennis Collins), Domenico Scarlatti, Paris, Lattès, coll. « Musique et Musiciens », 1982 (1re éd. 1953 (en)), 493 p. (ISBN 978-2-7096-0118-4, OCLC 954954205, BNF 34689181).
- Alain de Chambure, « Domenico Scarlatti : Intégrale des sonates — Scott Ross », Erato (2564-62092-2), 1985 (OCLC 891183737) .
- (en) Carlo Grante, « Domenico Scarlatti, intégrale des sonates pour clavier (vol. 3) », Music & Arts (CD-1292), 2013 (OCLC 907929504) .